# Herina conjuncta
Herina conjuncta är en tvåvingeart som först beskrevs av Meijere 1914.  Herina conjuncta ingår i släktet Herina och familjen fläckflugor. Inga underarter finns listade i Catalogue of Life.